# Rok (hudební skupina)
Rok byla australská death/black metalová kapela s prvky thrash metalu založená roku 1998 v Sydney zpěvákem Rokem, bývalým členem vlivné australské metalové skupiny Sadistik Exekution.
Debutové studiové album z roku 1998 nese název This Is Satanik.
Skupina zanikla někdy kolem roku 2001, na svém kontě měla celkem dvě regulérní alba. 

## Diskografie
Studiová alba
- This Is Satanik (1998)
- Burning Metal (2001)

Singly
- Under a Southern Sky (2001)

Split nahrávky
- Rok / Ordo Caper (2017) – split audiokazeta s kostarickou kapelou Ordo Caper
- Kaos Dimensions Afar (2021) – split CD s kostarickou kapelou Ordo Caper